# Carolyn Forché

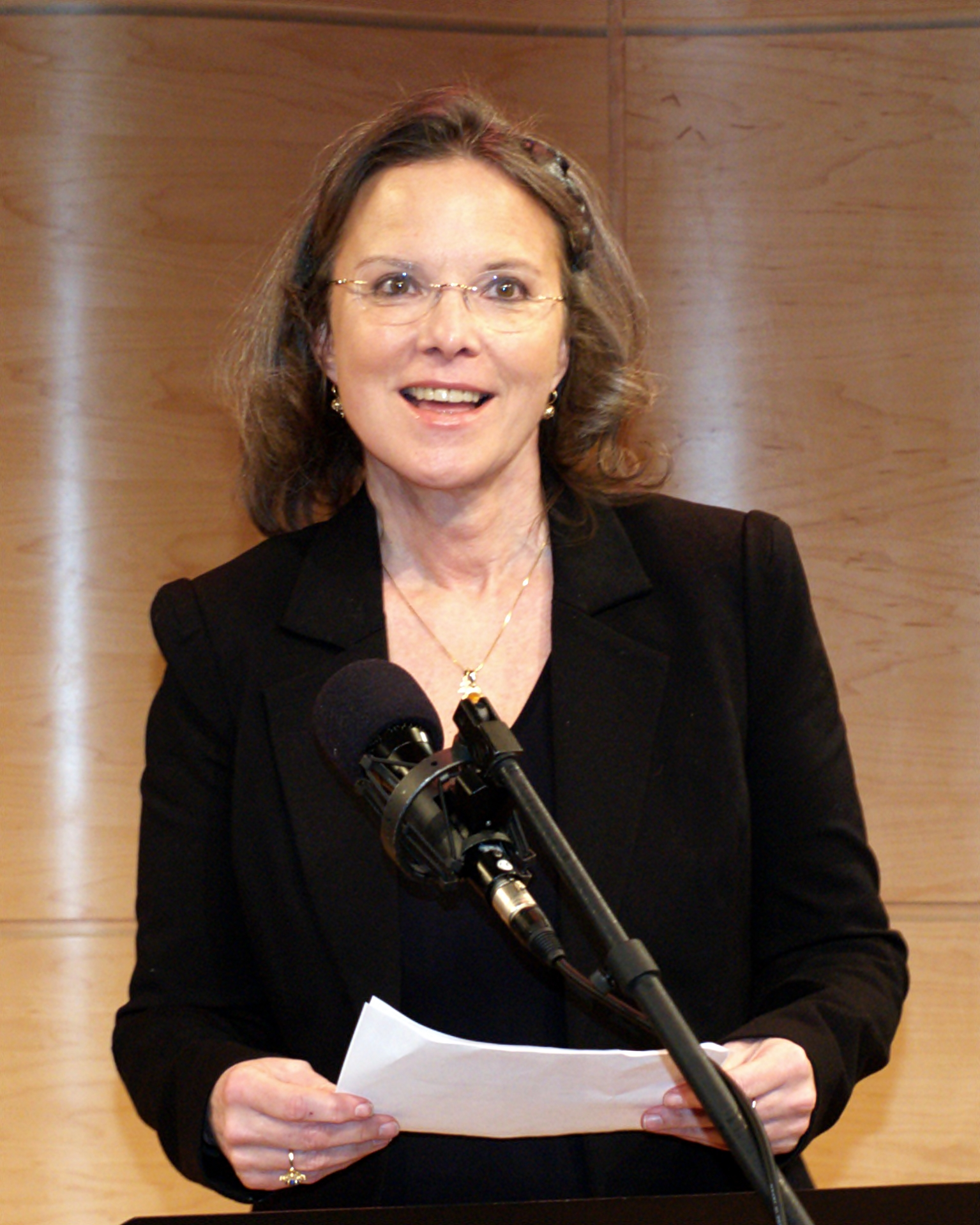
Carolyn Forché (2011)

Carolyn Forché (* 28. April 1950 in Detroit als Carolyn Sidlosky) ist eine US-amerikanische Dichterin, Herausgeberin, Übersetzerin und Hochschullehrerin, die für ihre politische poetry of witness bekannt ist.

## Leben
Forché wurde 1950 in Detroit als Tochter einer Journalistin tschechischer Herkunft und eines Werkzeugmachers geboren. Als ältestes von sieben Kindern wuchs sie in einem katholischen Arbeitermilieu im nahe gelegenen Farmington auf. Mit neun Jahren verfasste sie unter Anleitung ihrer Mutter ihr erstes Gedicht. Sie schloss zunächst ein Bachelor-Studium in Internationalen Beziehungen an der Michigan State University ab, ehe sie mit einem Master of the Fine Arts an der Bowling Green State University graduierte. Anschließend promovierte sie an der britischen Newcastle University.
Danach schlug sie eine Karriere als Schriftstellerin und Hochschullehrerin ein; unter anderem lehrte sie an der San Diego State University, später am Skidmore College. Mittlerweile lehrt sie an der Georgetown University als Professorin für Anglistik und leitet dort das Lannan Center for Poetics and Social Practice. Zusammen mit Philip Gerard gab sie 2001 ein Buch über Lehrmethoden für Kreatives Schreiben heraus. Seit 1984 ist sie mit dem Fotografen Harry Mattison (* 1948) verheiratet und hat mit ihm einen Sohn. Gemeinsam mit ihrem Ehemann lebt sie in Maryland.

## Werk
Forché gelang ihr Durchbruch, als sie 1975 den Yale Series of Younger Poets Award gewann. Dadurch erhielt sie die Möglichkeit, in der Yale University Press ihren Debütgedichtband Gathering the Tribes zu veröffentlichen. Die Gedichte aus diesem Frühwerk sind „konfessionelle Lyrik“, die in der Ersten Person geschrieben sind. Im Anschluss an die Veröffentlichung des Bandes reiste sie 1977 nach Spanien, um Gedichte der nicaraguanischen Dichterin Claribel Alegría zu übersetzen. Als oppositionelle Dichterin war Alegría, mit deren Tochter Forché befreundet war, ins Exil nach Mallorca gegangen. Ihre Übersetzung von Alegrías Gedichten erschien sechs Jahre später unter dem Titel Flowers from the Volcano. Nach der Rückkehr erhielt sie ein Guggenheim-Stipendium, das sie für eine Reise nach El Salvador nutzte, wo ein blutiger Bürgerkrieg herrschte. Ihr Interesse an der Situation in El Salvador war maßgeblich durch ihren Kontakt mit Alegría entstanden. Während ihres Aufenthalts in El Salvador von 1978 bis 1980 sammelte Forché in Kooperation mit dem Erzbischof Óscar Romero Informationen über im Bürgerkrieg verschwundene Personen und leitete diese an Amnesty International weiter. Die Reise führte für Forché zu einem großen Umbruch: Fortan engagierte sich Forché für den Schutz der Menschenrechte und verfasste vorrangig politische Lyrik, die sich beständig um das Streben nach sozialer Gerechtigkeit auf der ganzen Welt dreht und von ihr selbst als poetry of witness beschrieben wird. Sie bezeichnet sich entsprechend lieber als poet of witness statt als political poet, um der Zuschreibung ideologischer Positionen zu entgehen.
Die Episode in El Salvador schlug sich in vielfacher Hinsicht ganz konkret auf Forchés nieder. 1981 publizierte sie mit Philip Wheaton eine Schrift zur Rolle des American Institute for Free Labor Development im salvadorianischen Bürgerkrieg. Ebenso beteiligte sie sich an den Sammelband El Salvador: Work of Thirty Photographers, das die Werke von dreißig Fotografen mit dem Ziel kombinierte, in den USA Aufmerksamkeit für den Konflikt zu erregen. Forché steuerte dem Sammelband die Begleittexte bei. Vor allem aber publizierte sie 1981 das Gedichtband The Country Between Us, das von ihren Erfahrungen in El Salvador handelt, eingebettet in die Realität der interventionistischen US-Außenpolitik in Lateinamerika. Das Buch wurde von mehreren Verlagen abgelehnt, nach seiner Veröffentlichung aber zu einem Erfolg. Danach hinderte sie eine Schreibblockade am Verfassen weiterer Gedichte, weshalb sie sich auf ein anderes Projekt konzentrierte: Fast zehn Jahre lang recherchierte sie für ihre Anthologie Against Forgetting: Twentieth-Century Poetry of Witness (1993), die Beispiele von poetry of witness unterschiedlichster zeitgenössischer Dichter versammelt. Durch diese Recherchearbeit löste sich auch ihre Schreibblockade. Ein Jahr später publizierte sie das Gedichtband Angel of History mit Gedichten, die von den Kriegsverbrechen im Zweiten Weltkrieg und den Bürgerkriegen in El Salvador und im Libanon inspiriert waren. Der Titel des Bandes verweist dabei auf Walter Benjamins „Engel der Geschichte“. Das Band wurde mit dem Los Angeles Times Book Prize ausgezeichnet.
Nebenher hatte Forché zusammen mit William Kulik an der Übersetzung von Gedichten des französischen Lyrikers Robert Desnos gearbeitet, die 1991 unter dem Titel The Selected Poems of Robert Desnos erschienen. In den nächsten Jahren übersetzte sie unter anderem Gedichte von Mahmud Darwisch. 2003 sie publizierte das Gedichtband Blue Hour, das sich auf mystisch-abstrakte Weise mit dem Thema der Erinnerung auseinandersetzt. Das zentrale Gedicht des Buches, On Earth, beschreibt die Gedanken eines Sterbenden. 2009 veröffentlichte sie zusammen mit James Reidel eine Sammlung von Gedichten des slowakisch-US-amerikanischen Dichters Daniel Simko (1959–2004), dessen Werke zu Lebzeiten nie veröffentlicht worden waren. 2014 gab sie zusammen mit dem Literaturwissenschaftler Duncan Wu die Anthologie Poetry of Witness: The Tradition in English, 1500-2001 heraus. Drei Jahre später publizierte sie mit Jackie Kay das Sammelband The Mighty Stream: Poems in Celebration of Martin Luther King anlässlich des 50. Jubiläums der Verleihung eines Ehrendoktors an Martin Luther King durch die Newcastle University. 2019 folgte ihre Autobiografie What You Have Heard Is True: A Memoir of Witness and Resistance, für die sie unter anderem für den National Book Award und den James Tait Black Memorial Prize nominiert wurde. Im Buch erzählt und reflektiert sie über ihre Reise nach El Salvador, die so fundamental ihr Leben geändert hatte. Ein Jahr später publizierte sie das Gedichtband In the Latenes of the World, das mit einem American Book Award ausgezeichnet wurde. 2022 wurde sie zur Kanzlerin der Academy of American Poets gewählt. 2023 veröffentlichte sie gemeinsam mit Ilya Kaminsky vor dem Hintergrund des russischen Überfalls auf die Ukraine die Anthologie In the Hour of War: Poems from Ukraine.

## Ehrungen
- 1975: Yale Series of Younger Poets Award[8]
- 1978: Guggenheim-Stipendium[15]
- 1981: James Laughlin Award der Academy of American Poets[16]
- 1983: Pushcart Prize für den Essay El Salvador: An Aide Memoire[9]
- 1994: Los Angeles Times Book Prize in der Kategorie „Lyrik“ für The Angel of History[8]
- 1997: Edita and Ira Morris Hiroshima Foundation Award[8]
- 2005: Robert Creeley Award[5]
- 2013: Fellow der Academy of American Poets[7]
- 2017: Windham–Campbell Literature Prize in der Kategorie „Lyrik“[7]
- 2019: Juan E. Méndez Book Award for Human Rights in Latin America[17]
- 2020: Lannan Literary Award for Poetry[3]
- 2021: American Book Award[18] mit In the Lateness of the World: Poems
- 2023: Aufnahme in die American Academy of Arts and Sciences[19]

## Werke
Lyrik
- Gathering the Tribes. Mit einem Vorwort von Stanley Kunitz. Yale University Press, New Haven 1976. ISBN 0-300-01983-1.
- The Country Between Us. Harper & Row, New York 1981. ISBN 0-06-014955-8.
  - Was du gehört hast, ist die Wahrheit. Gedichte über El Salvador. Übersetzt von Katrine von Hutten und Maja Pflug. Arche, Zürich 1981. ISBN 3-7160-2001-X.
- The Angel of History. HarperCollins, New York 1994. ISBN 0-06-017078-6.
- Blue Hour. HarperCollins, New York 2003. ISBN 978-0-06-009912-1.
- In the Lateness of the World: Poems. Penguin Press, New York 2020. ISBN 978-0-525-56040-1.

Sachliteratur
- mit Martha Jane Soltow und Murray Massre: Women in American Labor History, 1825–1935: An Annotated Bibliography. Michigan State University, Lansing 1972.
- mit Philip Weaton: History and Motivations of U.S. Involvement in the Control of the Peasant Movement in El Salvador: The Role of AIFLD in the Agrarian Reform Process, 1970–1980. The Ecumenical Program in Central America and the Caribbean, Washington, D.C. 1980. ISBN 0-317-03388-3.
- Harry Mattison, Susan Meiselas und Fae Rubenstein (Hrsg.): El Salvador: Work of Thirty Photographers. Mit Texten von Carolyn Forché. Writers and Readers, London 1983. ISBN 0-86316-063-8.
- What You Have Heard Is True: A Memoir of Witness and Resistance. Penguin Press, New York 2019. ISBN 978-0-525-56037-1.

Herausgeberschaften
- Against Forgetting: Twentieth-Century Poetry of Witness. W. W. Norton & Co., New York 1993. ISBN 978-0-393-30976-8.
- mit Philip Gerard: Writing Creative Nonfiction: Instruction and Insights from Teachers of the Associated Writing Programs. Story Press, Cincinnati 2001. ISBN 978-1-884910-50-0.
- mit James Reidel: Daniel Simko: The Arrival. Four Way Books, New York 2009. ISBN 978-1-884800-92-4.
- mit Duncan Wu: Poetry of Witness: The Tradition in English, 1500–2001. W. W. Norton & Co., New York 2014. ISBN 978-0-393-34042-6.
- mit Jackie Kay: Mighty Stream: Poems in Celebration of Martin Luther King (= Newcastle/Bloodaxe Poetry, Band 17). Bloodaxe Books, London 2017. ISBN 978-1-78037-392-8.
- mit Ilya Kaminsky: In the Hour of War: Poems from Ukraine. Arrowsmith Press, Medford 2023, ISBN 979-8-9863401-8-0.

Übersetzungen
- Claribel Alegría: Flowers from the Volcano. University of Pittsburgh Press, Pittsburgh 1983. ISBN 0-8229-5344-7.
- William Kulik (Hrsg.): Robert Desnos: The Selected Poems of Robert Desnos. Übersetzt von Carolyn Forché und William Kulik. Ecco Press, New York 1991. ISBN 0-88001-261-7.
- Claribel Alegría: Sorrow: A Bilingual Poetry Edition. Curbstone Books, Evanston 1999. ISBN 978-1-880684-63-4.
- mit Munir Akash (Hrsg., Übers.): Mahmud Darwisch: Unfortunately, It Was Paradise: Selected Poems. University of California Press, Berkeley 2013. ISBN 0-520-27303-6.
- mit Darwin J. Flakoll und Margaret Sayers Peden: Claribel Alegría: Halting Steps: Collected and New Poems. Curbstone Books, Evanston 2013. ISBN 978-0-8101-2919-1.
- mit Amira El-Zein: Mahmud Darwisch: Palestine as Metaphor. Olive Branch Press, Ithaca 2019. ISBN 978-1-62371-942-5.
- Fernando Valverde: America. Copper Canyon Press, Port Townsend 2021. ISBN 978-1-61932-244-8.
- mit Lars Gustaf Andersson: Lasse Söderberg: The Forbidden Door: The Selected Poetry of Lasse Söderberg. Arrowsmith Press, Medford 2022. ISBN 979-8-9863401-1-1.